# David Crosby
David Van Cortlandt Crosby (Los Angeles, 14 agosto 1941 – Santa Ynez, 18 gennaio 2023) è stato un chitarrista e cantautore statunitense, inserito per due volte nella Rock and Roll Hall of Fame, nel 1991 insieme agli altri membri dei Byrds e nel 1997 assieme a Stephen Stills e Graham Nash.

## Biografia
David Crosby era figlio di Floyd Crosby, un apprezzato direttore della fotografia statunitense. Inizialmente frequentò una scuola di arte drammatica, che però lasciò per intraprendere la carriera di musicista e inserirsi nell'ambiente del Greenwich Village, quartiere di New York. Fu membro dei Les Baxter Balladeers ai quali aveva partecipato anche Bob Ingram. La sua prima sessione da solista risale al 1963.

### The Byrds
All'inizio del 1964, con il nome di The Jet Set, Crosby si esibì in vari club con Roger McGuinn e Gene Clark. Il nome fu presto cambiato in The Byrds e a loro si unirono il bassista Chris Hillman e il batterista Michael Clarke. Riuscirono ad ottenere una demo di Mr. Tambourine Man di Bob Dylan e ne incisero una versione che ottenne rapidamente un grande successo arrivando alla posizione numero uno delle classifiche statunitensi.
Nel 1966 Gene Clark abbandonò i Byrds, lasciando agli altri componenti la responsabilità di comporre i brani del gruppo. Questo evento fece rapidamente venire alla luce le qualità di Crosby come compositore. Ben presto gli attriti fra Crosby e gli altri membri del gruppo lo indussero tuttavia ad abbandonare a sua volta la band, nel 1967. Fu in quel periodo che avvenne l'incontro con Stephen Stills, anch'egli senza un gruppo con cui suonare. Presto i due iniziarono una collaborazione informale e a loro si unì Graham Nash che aveva da poco lasciato gli Hollies.

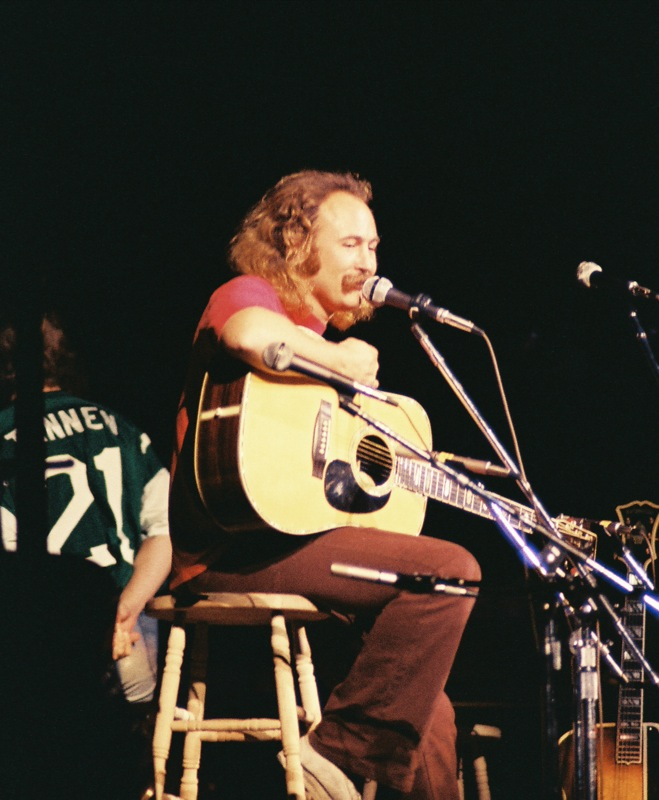
David Crosby nel 1974

### Crosby, Stills, Nash & Young
Il loro primo album, Crosby, Stills & Nash, pubblicato nel 1969, ebbe un immediato successo sia per quanto concerne le classifiche di vendita che per ciò che riguarda la programmazione radiofonica. In quel periodo, Crosby compose alcune delle sue canzoni più importanti tra le quali Guinnevere, Almost Cut My Hair, Long Time Gone, Delta e, in collaborazione con Stephen Stills e Paul Kantner dei Jefferson Airplane, Wooden Ships.
Nel 1969 Neil Young si aggiunse al gruppo: Déjà vu fu il primo lavoro firmato CSN&Y e fu subito primo nelle classifiche di vendita. Nello stesso anno la fidanzata di Crosby, Christine Hinton, morì in un incidente d'auto. Crosby ne rimase sconvolto e per lui iniziò un lungo periodo di abuso di droghe che gli rese sempre più difficile ogni tipo di rapporto. Dopo la pubblicazione del doppio album dal vivo 4 Way Street, il gruppo si concesse un periodo di riflessione durante il quale furono privilegiate le carriere solistiche. La reunion avvenne nel 1973 e ne sarebbe dovuto derivare un nuovo album che non venne pubblicato sia perché reputato poco interessante sia per le liti scoppiate fra i componenti. Nel 1974 venne invece pubblicata la compilation So Far. Parte delle canzoni scritte per la reunion troveranno spazio nel secondo album di Crosby & Nash del 1975: Wind on the Water.
Durante le pause del gruppo David Crosby trovò in Graham Nash il partner musicale più congeniale con cui instaurare un sodalizio artistico e di amicizia, che li portò a scrivere e pubblicare diversi album in duo. Il primo, Graham Nash/David Crosby, uscì nel 1973.

### La carriera solista
Nel 1971 David Crosby pubblicò il suo primo album solista, If I Could Only Remember My Name, con la partecipazione di Graham Nash, Neil Young, Joni Mitchell e membri dei Jefferson Airplane, Grateful Dead e Santana. L'album fu inizialmente stroncato dalla critica ma, col passare del tempo, fu ampiamente rivalutato fino a diventare una pietra miliare del rock californiano e della cultura alternativa di quegli anni. L'album, ristampato in versione CD nel 1990, ha ottenuto nel 2010 un singolare riconoscimento da L'Osservatore Romano, quotidiano ufficiale del Vaticano, risultando al secondo posto nella sua lista degli album più meritevoli (al primo posto c'è Revolver dei Beatles).
Dopo varie vicissitudini personali (e un rischioso trapianto di fegato), nel 1989 David Crosby ritornò a incidere un album solista, Oh Yes I Can, ironica risposta al titolo del suo unico precedente lavoro solista del 1971, If I Could Only Remember My Name.

### Crosby, Pevar & Raymond
Durante la metà degli anni novanta ritrovò il figlio dato in adozione alla nascita nei primi anni sessanta James Raymond, il quale, nel frattempo, era diventato un valido pianista e compositore. Insieme al chitarrista Jeff Pevar formò i CPR, abbreviazione di Crosby Pevar & Raymond, con cui pubblicò due album in studio e due dal vivo tra il 1998 e il 2001.

### Il ritorno
A distanza di più di venti anni dal suo ultimo album di inediti da solista, il 28 gennaio 2014 David Crosby ha pubblicato Croz, a cui seguono altri tre album di inediti pubblicati uno ad un anno di distanza dall'altro, Lighthouse del 2016, Sky trails del 2017 e Here if you listen nel 2018, a conferma di un periodo di forma musicale straordinaria nonostante l'avanzata età. Per tutti e quattro questi ultimi album David Crosby si è spesso avvalso della collaborazione del figlio James ma anche di diversi giovani talenti sia per la realizzazione degli arrangiamenti sia per la scrittura dei brani.

### L'impegno politico

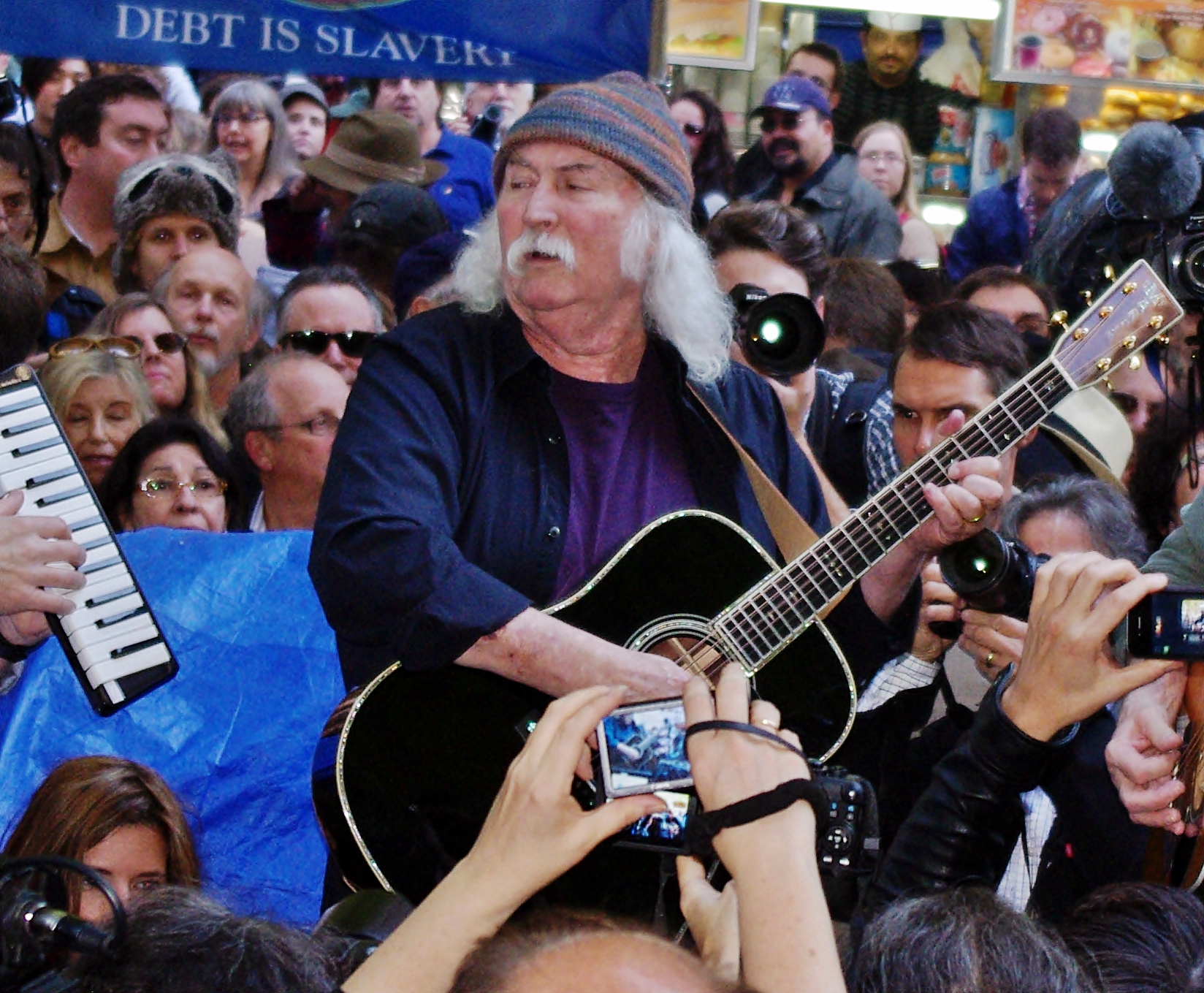
David Crosby alle proteste di Occupy Wall Street nel 2011

Il cantante è sempre stato attivamente impegnato in politica.

### Problemi di salute e morte
Negli ultimi anni della sua vita, Crosby soffrì di una grave forma di diabete mellito di tipo 2 che lo costrinse a sottoporsi ad insulina. Nel febbraio 2014, su rigido consiglio del suo medico, posticipò le date finali del suo tour da solista per sottoporsi a cateterismo cardiaco e angiografia, sulla base dei risultati di un test di stress cardiaco di routine. 
Morì il 18 gennaio 2023 all'età di 81 anni. Secondo quanto riferito dai familiari, Crosby morì "dopo una lunga malattia", nonostante molti amici e colleghi descrivessero il suo decesso come improvviso, dal momento che era rimasto attivo nell'ambito musicale e stava lavorando ad un nuovo tour e un nuovo album. Ma nell'aprile dello stesso anno  Graham Nash ha rivelato che Crosby era deceduto per complicazioni da COVID-19.

## Discografia
Vedi anche discografia di Crosby, Stills, Nash & Young, The Byrds, Crosby & Nash e CPR.

### Solista
Album in studio
- 1971 – If I Could Only Remember My Name... (Atlantic Records)
- 1989 – Oh Yes I Can (A&M Records)
- 1993 – Thousand Roads (Atlantic Records)
- 2014 – Croz (Blue Castle Records)
- 2016 – Lighthouse (GroundUP Records)
- 2017 - Sky Trails (BMG)
- 2018 - Here If You Listen (BMG)
- 2021 - For Free (BMG)

Live
- 1994 – It's All Coming Back to Me Now... (Atlantic Records)
- 1996 – King Biscuit Flower Hour (King Biscuit Entertainment)
- 2000 – Live (EMI/Capitol Records)
- 2003 – Greatest Hits Live (King Biscuit Entertainment)
- 2015 - Towering Inferno (Let Them Eat Vinyl)

Compilation
- 2006 – Voyage (Rhino Entertainment/Warner Music Group)

## Filmografia
- Fuoco assassino (Backdraft), regia di Ron Howard (1991)
- Hook - Capitan Uncino (Hook), regia di Steven Spielberg (1991)
- Cuore di tuono (Thunderheart), regia di Michael Apted (1992)